# Лукарелли, Делио
Делио Лукарелли (итал. Delio Lucarelli; 24 ноября 1939, Фано, Марке — 29 января 2024, Риети, Лацио) — итальянский католический епископ Риети (1997—2015).

## Биография
Родился в Фано 24 ноября 1939 года. Учился там же в Папской региональной семинарии Пия XI.
29 июня 1965 года рукоположен в сан священника епископом Винченцо Дель Синьоре.
Выполнял пастырскую работу в качестве приходского викария в Лукреции с 1965 по 1967 год, и в Сан-Микеле-аль-Фьюме, Мондавио, с 1967 по 1970 год. С 1970 года педагог в региональной семинарии Фано, с 1972 по 1988 год занимал должность проректора, а затем ректора.
13 июня 1978 года получил от папы Павла VI почётное звание капеллана Его Святейшества. В 1988 году назначен генеральным секретарем Папского дела Святого Апостола Петра в Италии.
30 ноября 1996 года папа Иоанн Павел II назначил его епископом Риети; он стал преемником Джузеппе Молинари, перешедшего на должность коадъютора архиепископа Л’Акуилы. 6 января 1997 года рукоположен в епископский сан в соборе Святого Петра в Ватикане возложением рук самого понтифика, которому сослужили архиепископы Джованни Баттиста Ре и Мирослав Марусин. 2 февраля того же года вступил в управление епархией.
15 мая 2015 года папа Франциск принял его отставку в связи с достижением предельного возраста. Его преемником стал Доменико Помпили, до того занимавший пост заместителя секретаря Итальянской епископальной конференции. Оставался апостольским администратором епархии до вступления в должность своего преемника, которое произошло 5 сентября следующего года.
Проживал в Риети, где и умер после продолжительной болезни 29 января 2024 года в возрасте 84 лет.